# Heidemann-Gletscher
Der Heidemann-Gletscher ist ein 8 km Gletscher in der antarktischen Ross Dependency. In der Queen Elizabeth Range des Transantarktischen Gebirges fließt er aus dem Gebiet nordwestlich des Mount Damm in östlicher Richtung zum Lowery-Gletscher.
Der United States Geological Survey kartierte ihn anhand eigener Tellurometervermessungen und Luftaufnahmen der United States Navy aus den Jahren von 1960 bis 1962. Das Advisory Committee on Antarctic Names benannte ihn 1967 nach dem Glaziologen Richard P. Heidemann, der im Rahmen des United States Antarctic Research Program von 1962 bis 1963 auf der Roosevelt-Insel tätig war.